# Date de valeur
La date de valeur est, dans le système bancaire, la date de prise en compte d'une opération bancaire donnée (paiement de chèque, prélèvement bancaire, etc.), que celle-ci soit au crédit ou au débit du compte bancaire.
Elle diffère de la date d'opération (date de l'enregistrement comptable).